# Ялівець (пряність)

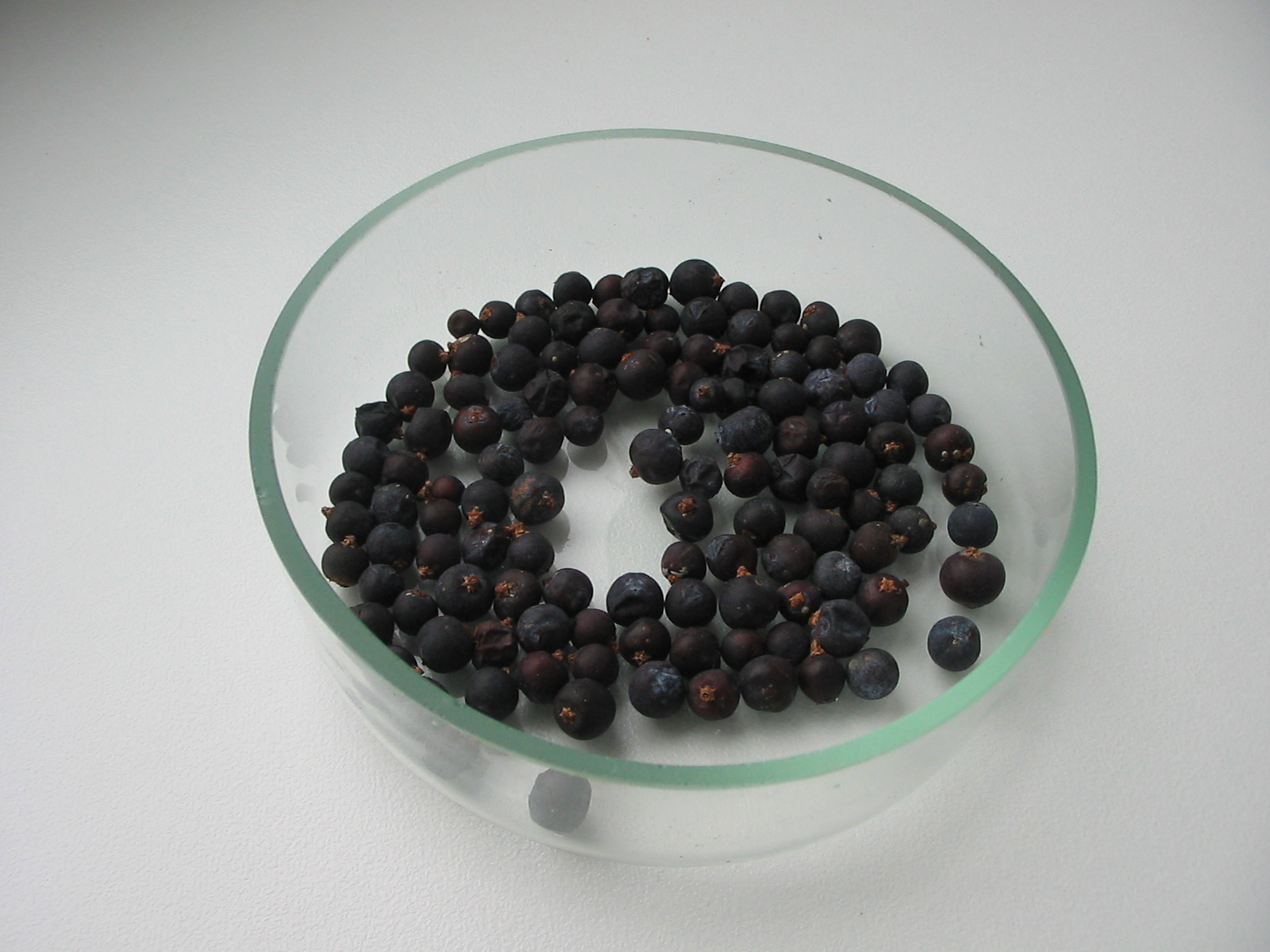
Ягоди ялівцю

Ялівцеві плоди які вживаються як пряність — це жіночі насіннєві шишки, що утворюються у різних видів ялівцю. Це не справжня ягода, а шишка з надзвичайно м'ясистими і зрощеними лусочками, які називаються галбулюс, що надає їй схожості з ягодою. Шишки кількох видів ялівцю, особливо ялівцю звичайного (Juniperus communis), використовуються як прянощі, особливо в європейській кухні, а також надають джину відомого характерного аромату. Ягоди ялівцю є одними з єдиних прянощів, отриманих з хвойних дерев, поряд з ялиновими бруньками.

## Опис
.

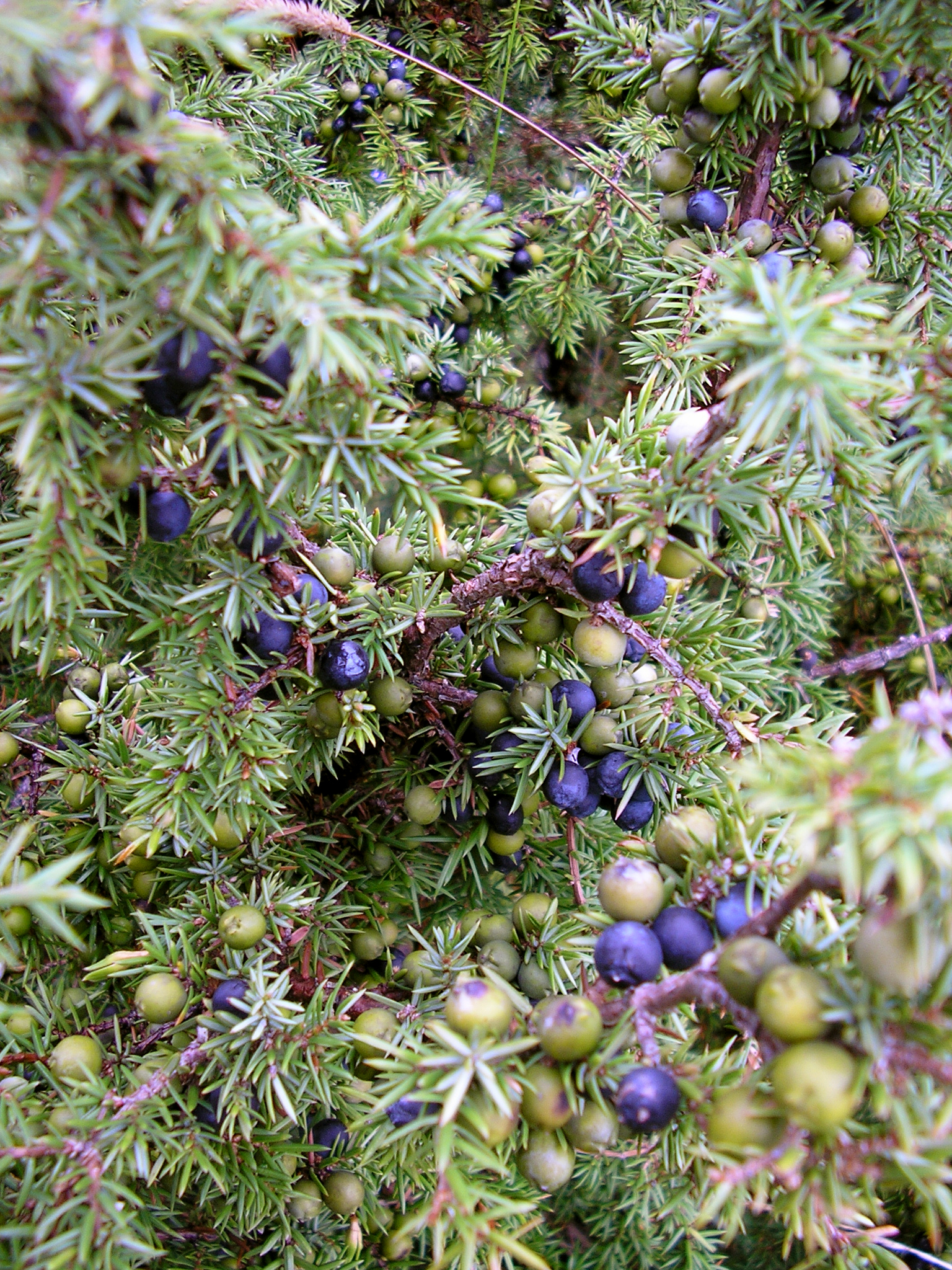
Молоді зелені та зрілі фіолетові ягоди можна побачити на одній рослині

На відміну від відокремлених і дерев'янистих лусочок типової соснової шишки, лусочки ялівцевої ягоди залишаються м'ясистими і зливаються в єдину оболонку, що оточує насіння. Ягоди ялівцю іноді називають принасінниками, подібно до ягодоподібних шишок тису. Ягоди ялівцю звичайного варіюються від 4 міліметрів (1⁄8 дюйма) до 12 міліметрів (1⁄2 дюйма) в діаметрі; інші види в основному схожі за розміром, хоча деякі з них більші, зокрема Juniperus drupacea (20-28 мм або 3⁄4-1+1⁄8 дюйма). Ягоди зелені, коли молоді, і дозрівають до пурпурно-чорних протягом приблизно 18 місяців у більшості видів, включаючи J. communis. Дозрівання відбувається від 8-10 місяців у деяких видів до понад 24 місяців у J. drupacea. Зрілі, темні ягоди зазвичай (але не виключно) використовуються в кулінарії, в той час як джин ароматизують повністю вирослими, недозрілими ягодами.

## Хімічний склад
Ягоди ялівцю містять різноманітні фітохімічні речовини, включаючи ефірну олію приблизно 2 % об'єму, флавоноїд під назвою яліперин, смоли (приблизно 10 % об'єму), білки та оцтову, яблучну та мурашину кислоти. З екстрактів ягід виділено жирні кислоти, терпени, ароматичні сполуки та вуглеводні, такі як пінен, сабінен, терпінен-4-ол, лімонен, мірцен.

### Токсичність
Хоча в США ялівець класифікується як загальновизнаний безпечний продукт, він може мати різні побічні ефекти, які не були детально вивчені в клінічних дослідженнях. В основному через підвищений ризик викидня, навіть у невеликих дозах, вживання ялівцю може вплинути на вагітних або жінок, які годують груддю. Вживання великої кількості ялівцевих ягід може викликати катарсис, судоми або зашкодити роботі нирок. Ягоди деяких видів, таких як Ялівець козацький (J. sabina), є токсичними.

## Використання
Окрім Ялівцю звичайного (J. communis) та Juniperus drupacea, до їстівних видів належать Juniperus phoenicea, Juniperus deppeana та Juniperus californica.
У смаковому профілі молодих, зелених ягід домінує пінен; у міру дозрівання до цього хвойного, смолистого фону приєднується те, що Гарольд Мак-Ґі описав як «зелено-свіжі» та цитрусові нотки. Зовнішні луски ягід відносно позбавлені смаку, тому ягоди майже завжди принаймні злегка подрібнюють перед використанням як спеції. Їх використовують як у свіжому, так і в сушеному вигляді, але їхній смак і запах найсильніші одразу після збору врожаю і слабшає під час сушіння та зберігання. Ефірна олія, видобута з ялівцевих ягід, використовується в ароматерапії, як для масажу тіла, дифузії, так і в парфумерії.

## Пряність

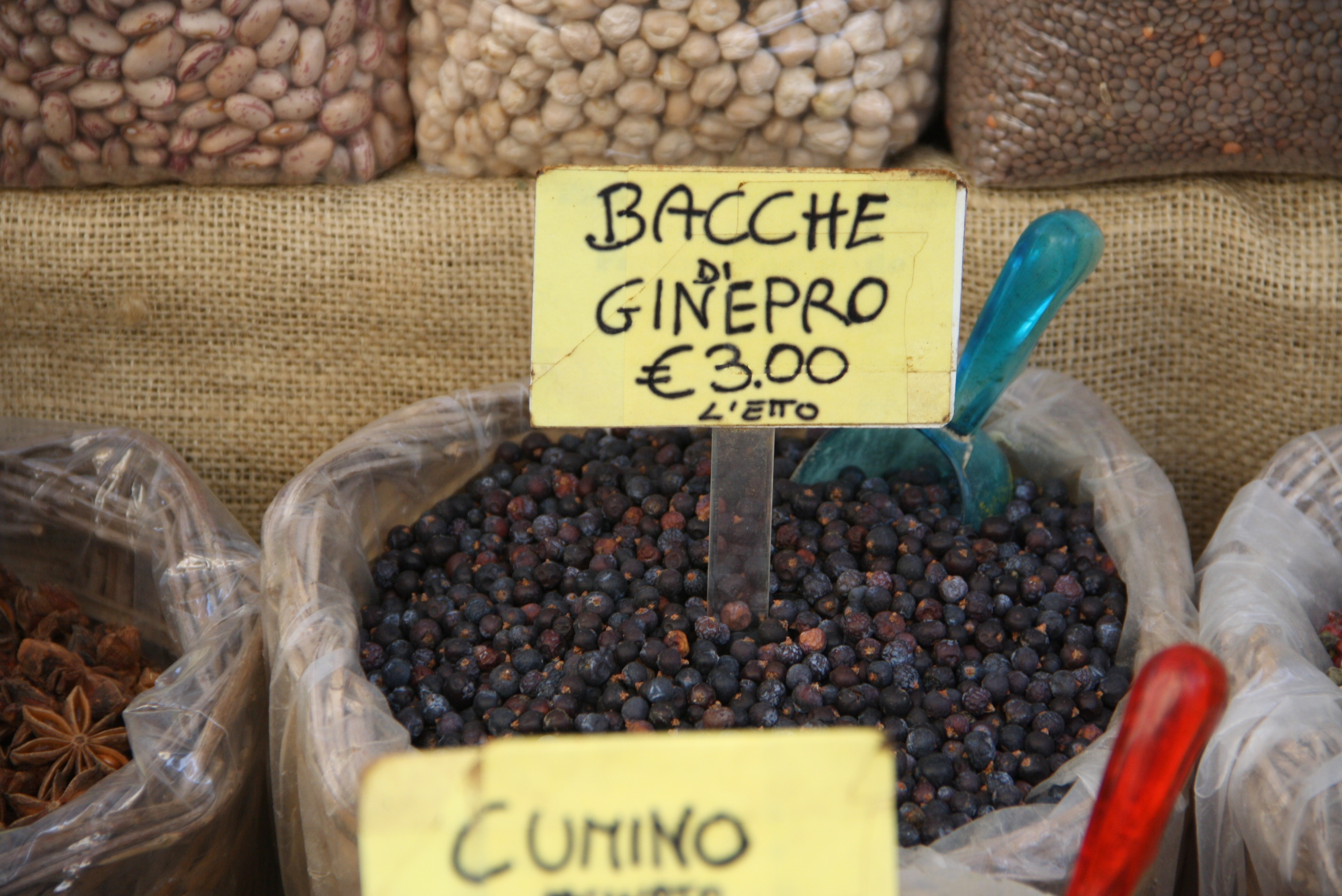
Сушені ялівцеві ягоди на ринку в Сіракузах, Сицилія

Ягоди ялівцю використовують у північноєвропейській і особливо скандинавській кухні, щоб, за словами одного джерела, «надати гострого, ясного смаку» м'ясним стравам, особливо з диких птахів (зокрема, дроздових і вальдшнепів) та дичини (зокрема, кабана та оленини). Ними також приправляють страви зі свинини, капусти, квашеної капусти та квасолі. Добре поєднується з перцем, гвоздикою, лавровим листям. Традиційні рецепти гарніру шукрут, ельзаської страви з квашеної капусти та м'яса, повсюдно включають ялівцеві ягоди. Окрім норвезьких, данських та шведських страв, ялівцеві ягоди також іноді використовують у німецькій, австрійській, чеській, польській та угорській кухнях, часто зі смажениною (наприклад, німецький зауербратен). Північноіталійська кухня, особливо кухня Больцано, також включає ялівцеві ягоди. Їх також використовують в італійському регіоні Апулія, особливо для ароматизації розсолів при солінні капусти та огірків.
Яловець звичайний, використовується для ароматизації джину — алкогольного напою, розробленого в 17 столітті в Нідерландах. Сама назва «джин» походить від французького genièvre або голландського jenever, обидва з яких означають «ялівець». Інші напої зі смаком ялівцю включають фінське житньо-ялівцеве пиво, відоме як sahti, яке ароматизується ягодами та гілками ялівцю. Ще один напій з ягід — julmust, безалкогольний напій виготовлений у Швеції, який продається переважно під час Різдва.

## У культурі

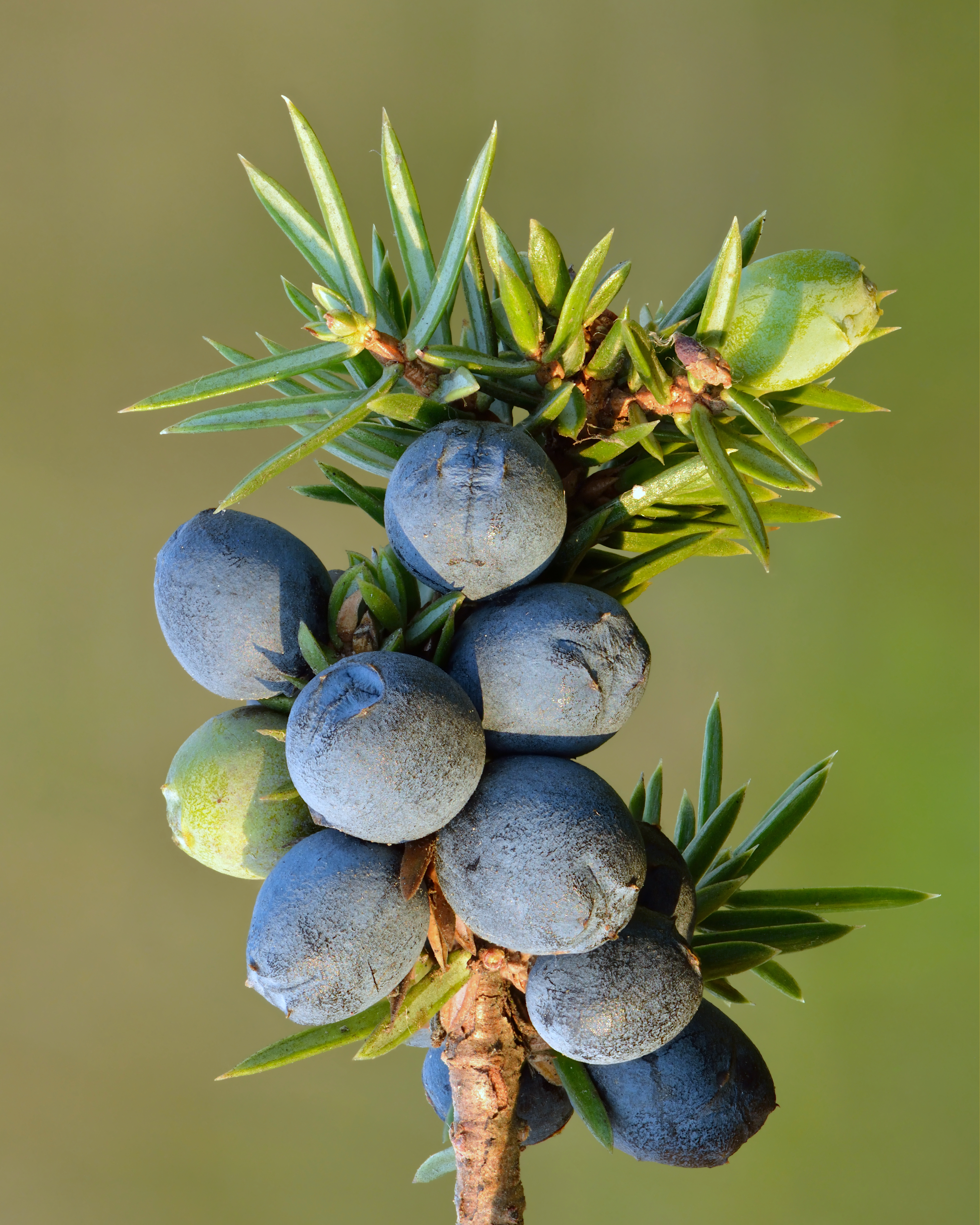
Ягоди ялівцю — це фактично видозмінені шишки хвойних дерев.

Ягоди ялівцю, включаючи Juniperus phoenicea та Juniperus oxycedrus, були знайдені в давньоєгипетських гробницях у багатьох місцях. Відомо, що J. oxycedrus не росте в Єгипті, як і J. excelsa, який був знайдений разом з J. oxycedrus у гробниці Тутанхамона. Ягоди, імпортовані до Єгипту, могли походити з Греції; греки зафіксували використання ялівцю як лікарського засобу задовго до того, як згадували про його використання в їжу.
Греки використовували ягоди в багатьох олімпійських змаганнях, оскільки вірили, що вони підвищують фізичну витривалість спортсменів.Римляни використовували ялівцеві ягоди як дешеву заміну дорогого чорного перцю та довгого перцю, що імпортувалися з Індії. Його також використовували як фальсифікат, як повідомляється в «Природничій історії» Плінія Старшого: «перець фальсифікують ягодами ялівцю, які мають дивовижну властивість набувати гостроти перцю». Пліній також помилково стверджував, що чорний перець росте на деревах, які «зовні дуже схожі на наші ялівці».

### Північноамериканська традиція
Кілька північноамериканських видів ялівцю дають насіннєві шишки з солодшим, менш смолистим смаком, ніж ті, що зазвичай використовуються як прянощі. Наприклад, в одному з польових довідників м'якоть ялівцю каліфорнійського (J. californica) описується як «суха, борошниста і волокниста, але солодка і без смолистих клітин». Деякі корінні американці використовували такі види не лише як приправу, а й як поживну їжу. Ягоди також мали лікувальне застосування. Наприклад, чорноногі використовували чай з ялівцевих ягід для лікування блювоти, в той час як жінки племені кроу пили чай з ялівцевих ягід після пологів, щоб посилити очищення і загоєння. На додаток до лікарських і кулінарних цілей, корінні американці також використовували насіння всередині ялівцевих ягід як намистини для прикрас і декору.
Ягоди були невід'ємною частиною культури пустелі Серрано (Ванюме) і росли по всьому регіону річки Мохаве. Назва великого села Ва'піт походить від серранського слова, що означає ялівцеві ягоди, ва'ат.